# وزارة الداخلية (نيجيريا)
وزارة الداخلية الفيدرالية هي جزء من الوزارات الفيدرالية لنيجيريا المكلفة بتوفير الأمن الداخلي التكميلي والخدمات المساعدة الأخرى داخل نيجيريا. تقع هذه الوزارة في مبنى السكرتارية القديم غرك العاصمة الفدرالية أبوجا.

## تاريخ
أدى الاهتمام بالحفاظ على الأمن الداخلي إلى إنشاء وزارة الشؤون الداخلية في عام 1957. وفي عام 2015 تم الدمج بين وزارة شؤون الشرطة الفدرالية مع وزارة شؤون الداخلية فأصحبت «وزارة الداخلية» بعد ذلك. جميع إدارات وأذرع الخدمة العامة التي تم دمجها لتشكيل الوزارة، لها علاقة بالأمن. نتيجة لتحسن الرفاه الاقتصادي والاجتماعي للبلد في العقدين الماضيين، ازدادت مطالب المجتمع لخدمات الوزارة على أسس عقلانية من قبل الحكومة، وذلك لتسهيل الإدارة المريحة.

## وظيفة
تم إنشاء وزارة الشؤون الداخلية الفيدرالية آنذاك، من بين أمور أخرى، للإشراف على الشرطة، ومحاكم الصلح، وخدمة الإطفاء، وتوظيف واختيار مديري الولايات، وإصدار ترخيص لمراهنة البلياردو، وما إلى ذلك. وبعد مرور السنين كانت هناك بعض التعديلات في الأدوار.أصدرت الجريدة الرسمية للحكومة الفدرالية رقم 63 المجلد القرار 70 الصادر في 6 ديسمبر 1983 إلى الوزارة الأدوار القانونية التالية: المسائل المتعلقة بمراقبة وتعزيز نقاط الدخول والخروج عبر الحدود الوطنية ومنع العناصر غير المرغوب فيها من الدخول إلى نيجيريا. تشمل الوظائف الأخرى للوزارة:
1. تسجيل المنظمات التطوعية
2. تسجيل الزواج
3. والدفاع المدني
4. وحراس الأمن الخاص.[1]

## قائمة الوزراء السابقين
| الاسم                                | المدة     |
| ------------------------------------ | --------- |
| Bagudu Mamman*                       | 1990–1991 |
| Sunday Afolabi                       | 1999–2000 |
| Mohammed Shata                       | 2000–2003 |
| Iyorchia Ayu                         | 2003–2005 |
| Magaji Muhammed                      | 2005–2006 |
| Oluyemi Adeniji                      | 2006–2007 |
| Godwin Abbe                          | 2007–2009 |
| Shettima Mustapha                    | 2009–2010 |
| Emmanuel Iheanacho                   | 2010–2011 |
| Patrick Abba Moro                    | 2011–2015 |
| Abdulrahman Bello Dambazau           | 2015–2019 |
| [بحاجة لمصدر]Rauf Adesoji Aregbesola | 2019–     |